# Verbascum mucronatum
Verbascum mucronatum är en flenörtsväxtart som beskrevs av Jean-Baptiste de Lamarck. Verbascum mucronatum ingår i släktet kungsljus, och familjen flenörtsväxter. Inga underarter finns listade i Catalogue of Life.